# Jos Hermens
Josephus Maria Melchior (Jos) Hermens (Nijmegen, 8 januari 1950) is een Nederlandse sportmanager en voormalig topatleet. Hij was actief in de baanatletiek, de wegatletiek en het veldlopen.

## Biografie

### Eerste jeugdsuccessen
Jos Hermens raakte op jonge leeftijd geïnspireerd na het zien van een film over Abebe Bikila, de Ethiopiër die in 1960 blootsvoets en in recordtijd de olympische marathon won.
Hermens begon pas bij de oudere jeugdcategorieën met wedstrijdatletiek, maar kwalificeerde zich wel voor de Europese kampioenschappen voor junioren in Leipzig in 1968 op de 3000 m. Daar eindigde hij als vierde en vestigde hij er met zijn tijd van 8.23,0 zijn eerste Nederlandse jeugdrecord. Hij liep in die tijd zelfs een uitstekende 1500 m steeple (A-junioren liepen naderhand 2000 m steeple en eind jaren tachtig pas 3000 m steeple). Zijn beste tijd op dit nummer, 4.10,8, was eveneens een nationaal jeugdrecord. Hermens liet de hindernisloop verder links liggen in verband met de daaraan verbonden blessure-risico's.

### Olympische ambities doorkruist
De ster van Hermens rees snel. Hij kwalificeerde zich in 1972 voor de Olympische Spelen in München, maar trok zich, net als Bram Wassenaar en Wilma van den Berg, terug toen Palestijnse terroristen negen Israëli's hadden gegijzeld en bij een zelfmoordactie gedood.
Het eerste grote hoogtepunt van Hermens was zijn vierde plaats op de Europese kampioenschappen in Rome in 1974 op de 5000 m. Hij moest het brons in de eindsprint laten aan olympisch kampioen Lasse Virén, die zich twee jaar lang niet had laten zien, en vervolgens opnieuw twee jaar in de anonimiteit verdween.
Dit eeuwige verstoppertje spelen wekte grote argwaan bij de concurrentie, waaronder Hermens, de Belg Emile Puttemans, en de Nieuw-Zeelandse coryfeeën Rod Dixon en Dick Quax. Sluitende bewijzen voor gerezen verdenkingen omtrent onreglementair gedrag zoals bloeddoping konden tegen de Fin Viren echter nooit geleverd worden.

### Werelduurrecord
Hermens won vijf keer de Nederlandse veldlooptitel, volgens de betere langeafstandslopers de hoogste nationale atletiek-eer. Hij had wellicht nog vaker de nationale crosstitel kunnen pakken, maar hij overwinterde vaak in Australië en Nieuw-Zeeland. Eind 1975, vlak voordat hij 'Down Under' ging, won hij in Crystal Palace 's werelds sterkst bezette veldloopwedstrijd van die tijd, natuurlijk afgezien van de wereldkampioenschappen veldlopen.
Hermens verbeterde tweemaal het werelduurrecord op de baan van Papendal. In september 1975, met Gerard Tebroke als haas/gangmaker kwam hij tot 20.907 meter. In mei 1976 kwam hij, zónder hulp van anderen, nog 37 meter verder. Dit record hield stand tot 1991, toen zijn Mexicaanse cliënt Arturo Barrios in La Flèche tot 21.101 meter kwam, een fractie meer dan de halve marathonafstand (= officieel 21.098 meter). Ook na de ongekend grote progressie van de wereldtop op de lange afstanden in de jaren negentig zou Hermens in de race tegen de klok en op de halve marathon nog bij de absolute wereldklasse behoren.

### Dieptepunt
Hermens zag zijn tiende plaats op de 10.000 m in Montreal 1976 als een dieptepunt. Hij ging met hoge verwachtingen naar Canada, maar kon die niet waarmaken. Medisch onderzoek wees uit, dat hij sterk overtraind was. Tot kort voor Montreal trainde hij wel 350 kilometer per week. Na een verplichte rustperiode eind 1976 nam hij de Belgische trainer Mon Vanden Eynde, trainer van onder meer Miel Puttemans, in de arm en werd zijn trainingsinspanning letterlijk gehalveerd. In 1977 en 1978 liep hij sterker dan ooit, met tijden van 13.21,9 op de 5000, en 27.41,25 op de 10.000 m. Hij is met deze tijden nog steeds derde Nederlander aller tijden, achter Kamiel Maase en Gerard Tebroke (peildatum april 2015). Het had allemaal nog mooier kunnen worden, maar in de finale van de 10.000 m op de EK van 1978 in Praag scheurde hij op ongeveer twee derde van de afstand plotseling zijn achillespees. De pas 28-jarige Molenhoeker kon per direct zijn carrière beëindigen. Operaties brachten voor topsport onvoldoende herstel.
De topatleten van de jaren tachtig, de periode met een ongeëvenaarde breedte in de hele westerse langeafstandsloperij, hadden groot ontzag voor Hermens en Tebroke. Ook de allerbeste Nederlanders van die tijd op afstanden van 3000 m en langer, Gerard Nijboer, Klaas Lok, Joost Borm, Stijn Jaspers, Cor Lambregts, Marti ten Kate, Hans Koeleman, Tonnie Dirks, en Rob de Brouwer erkenden hun meerderen in hun grote voorgangers. Velen hadden Hermens wel ten minste voor een periode als trainer, coach, manager, of adviseur.

### Atletenmanager
Na zijn actieve sportcarrière ging Hermens zich toeleggen op de professionele begeleiding van topsporters, waaronder Afrikaanse langeafstandslopers. Hij werkt sinds 1992 onder andere voor de Ethiopiër Haile Gebrselassie, waarbij zich in het begin van het nieuwe millennium de Ethiopiërs Kenenisa Bekele, en Sileshi Sihine, en de Keniaan Eliud Kipchoge voegden. Deze vier Oost-Afrikanen horen tot de grootste lopers aller tijden. Ook is hij manager voor onder meer de Ethiopische atlete Gete Wami. Zijn bedrijf Global Sports Communication, opgericht in 1985, heeft in totaal meer dan honderd internationale toppers onder contract staan.
Daarnaast was Hermens ruim twintig jaar als extern manager met weinig beperkingen verbonden aan de marathon van Rotterdam. Die samenwerking begon in 1981, toen hij samen met Michel Lukkien, de man die de sportschoen Nike in Nederland introduceerde, betrokken raakte bij de samenstelling van de Rotterdamse startvelden. Voor die tijd hadden organisatoren van grote weg- en veldloopwedstrijden alle atleten die zij aan de start wilden hebben, altijd stuk voor stuk zelf moeten opbellen. Jos: "Wat er toen gebeurde was, dat ik ook werd benaderd door organisatoren in België en Engeland, waar ik veel contacten had, omdat ik daar vaak crossen had gelopen, zoals in Newcastle en Londen. Toen ik eenmaal manager was, vonden ze het natuurlijk prima om mij te benaderen, want zo konden ze gewoon tien atleten tegelijk aantrekken."

### Eigen managementbureau

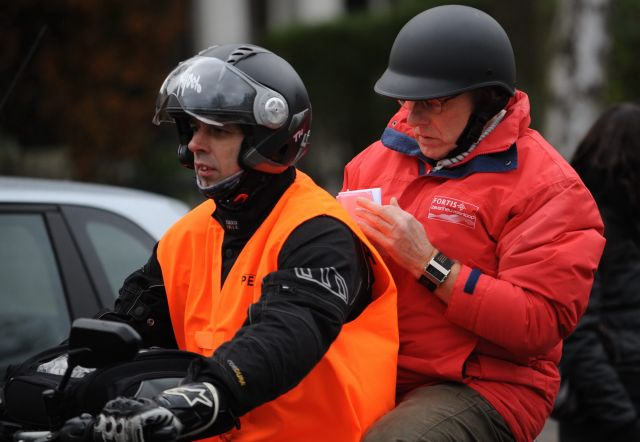
Jos Hermens achter op de motor tijdens de Zevenheuvelenloop van 2009.

In de loop der jaren groeide Hermens' betrokkenheid bij de samenstelling van startvelden voor grote wedstrijden. De hieruit voortvloeiende inkomsten werden dusdanig lucratief, dat hij in 1985 besloot tot oprichting van zijn eigen managementbureau. Op een gegeven moment kwam ook de marathon van Amsterdam in beeld. In Rotterdam zag men deze ontwikkeling met lede ogen aan, "hoewel ze nooit tegen mij hebben gezegd: je mag Amsterdam niet doen", aldus Hermens. "Ze zeiden: als jij Amsterdam gaat doen, gaat Amsterdam ons overvleugelen. Want alleen al als stad zullen daar veel meer mensen naartoe komen. Maar nooit hebben ze gezegd: je moet kiezen. En toen, langzamerhand, heeft Rotterdam mij eruit gezet." In 2005 werd hij door race-director Mario Kadiks aan de kant gezet, in het kader van verdergaande "professionalisering" van de marathon van Rotterdam. De suggestie, als zouden politieke opvattingen hieraan ten grondslag hebben gelegen - Rotterdam maakte in 2002 een historisch ongekende ruk naar rechts, terwijl Hermens wordt gezien als een man met een overtuiging ter linkerzijde van het politieke midden – wordt door Hermens zelf van de hand gewezen. In zijn ogen heeft dat hierbij nooit een rol gespeeld.
Zijn bedrijf is zeer nauw betrokken bij de organisatie van de halve marathon van Egmond, de Nijmegen Global Athletics, de FBK Games in Hengelo, de Papendal Games, de marathon van Amsterdam, de Dam tot Damloop, de 4 Mijl van Groningen en de Zevenheuvelenloop tussen Nijmegen en Groesbeek. Op het mondiale vlak organiseert het bedrijf grote baanwedstrijden, zoals de Shanghai Golden Grand Prix binnen het kader van de Diamond League. Het sportmanagementbureau is tevens een belangrijke pijler onder het Seven Hills Running Team, een opleidingsschool voor jong en zeer jong looptalent in Nijmegen en Uden, onder supervisie van Has van Cuijk.
In juli 2008 schorste de Ethiopische atletiekbond (EAF - Ethiopian Athletics Federation) Jos Hermens en Getaneh Tessema, zijn plaatselijke vertegenwoordiger in Addis Abeba, voor de duur van de Olympische Spelen in Peking, waarbij kritiek op hen werd geuit door Bisrat Gashaw, voorzitster van de EAF. Volgens haar speelden beiden een "destructieve rol" jegens het nationaal olympisch team, waardoor zijn bemoeienis in strijd zou komen met het nationaal belang. Het bezoeken van atleten en het doen van publieke uitlatingen werden hem gedurende de Olympische Spelen op straffe van "maatregelen" verboden.

### Diversen
Een citaat van Jos Hermens uit 1999, in NRC Handelsblad (in een artikel van Hans Klippus d.d. 21 augustus 1999): "Atletiek is de meest geëvolueerde sport ter wereld. Samen met voetbal is het bijvoorbeeld de enige sport die in Afrika op hoog niveau wordt bedreven. Vergelijk dat eens met schaatsen. Hoeveel landen doen daar nou echt mee? Daarom schat ik een finaleplaats bij de WK atletiek al hoger in dan een wereldtitel schaatsen. Sorry hoor!" 

## Kampioenschappen

### Internationale kampioenschappen
| Onderdeel | Titel                           | Jaar |
| --------- | ------------------------------- | ---- |
| 10.000 m  | Nieuw-Zeelandse Spelen kampioen | 1975 |

### Nederlandse kampioenschappen
Outdoor
| Onderdeel                 | Jaar                         |
| ------------------------- | ---------------------------- |
| 5000 m                    | 1973, 1974, 1977             |
| 10.000 m                  | 1974, 1975, 1977, 1978       |
| veldlopen (lange afstand) | 1972, 1975, 1976, 1977, 1978 |

Indoor
| Onderdeel | Jaar |
| --------- | ---- |
| 3000 m    | 1972 |

## Records

### Persoonlijke records
Baan
| Afstand      | Prestatie | Datum             | Plaats                          | Speciaal          |
| ------------ | --------- | ----------------- | ------------------------------- | ----------------- |
| 3000 m       | 7.44,4    | 4 juli 1974       | Oslo                            | ex-NR             |
| 5000 m       | 13.21,9   | 9 juli 1978       | Nijmegen                        | *                 |
| 10.000 m     | 27.41,25  | 4 juli 1977       | Stockholm                       | ex-NR             |
| 10 Eng. mijl | 45.57,2   | 14 september 1975 | Nationaal Sportcentrum Papendal | ex-WR             |
| 20.000 m     | 57.24,2   | 1 mei 1976        | Arnhem                          | NR + ex-WR        |
| 1 uur        | 20.944 m  | 1 mei 1976        | Arnhem                          | NR, ex-WR + ex-ER |

Weg
| Afstand        | Prestatie | Datum        | Plaats   | Speciaal          |
| -------------- | --------- | ------------ | -------- | ----------------- |
| halve marathon | 1:05.56   | 3 april 1977 | Milaan   | Beste Ned. prest. |
| marathon       | 2:19.48   | 31 juli 1976 | Montreal |                   |

* Voor deze prestatie, een verbetering van het Ned. record uit 1975, is nooit een recordaanvraag ingediend, waarschijnlijk omdat de wedstrijdleiding bezwaar had aangetekend tegen de wijze, waarop Hermens tijdens de betreffende wedstrijd was gecoacht.

### Wereldrecords
| Onderdeel    | Prestatie | Datum             | Plaats   |
| ------------ | --------- | ----------------- | -------- |
| 10 Eng. mijl | 45.57,6   | 14 september 1975 | Papendal |
| 20.000 m     | 57.31,6   | 28 september 1975 | Papendal |
|              | 57.24,2   | 1 mei 1976        | Papendal |
| 1 uur        | 20.907 m  | 28 september 1975 | Papendal |
|              | 20.944 m  | 1 mei 1976        | Papendal |

### Nederlandse records
| Onderdeel     | Prestatie     | Datum             | Plaats       |
| ------------- | ------------- | ----------------- | ------------ |
| 2000 m        | 5.06,2        | 4 juli 1975       | Londen       |
| 3000 m *      | 7.58,6        | 3 juni 1972       | Bratislava   |
|               | 7.44,4        | 4 juli 1974       | Oslo         |
| 2 Eng. mijl * | 8.23,2        | 18 juli 1974      | Stockholm    |
|               | 8.20,8        | 16 juli 1975      | Papendal     |
| 3 Eng. mijl   | 13.01,8       | 27 juni 1973      | Helsinki     |
| 5000 m *      | 13.49,8       | 9 juni 1971       | Papendal     |
|               | 13.35,6       | 1 juni 1972       | Ostrava      |
|               | 13.32,8       | 14 juni 1972      | Oost-Berlijn |
|               | 13.31,2       | 27 juni 1973      | Helsinki     |
|               | 13.27,2       | 12 juni 1974      | Berlijn      |
|               | 13.25,51      | 8 september 1974  | Rome         |
|               | 13.22,4       | 4 juni 1975       | Papendal     |
| 6 Eng. mijl   | 26.48,8       | 4 juli 1977       | Stockholm    |
| 10.000 m      | 28.45,8       | 25 juni 1972      | Brussel      |
|               | 28.39,0       | 15 juli 1972      | Londen       |
|               | 28.34,0       | 30 juni 1973      | Brussel      |
|               | 28.15,6       | 11 augustus 1973  | Papendal     |
|               | 28.04,8       | 25 juni 1975      | Helsinki     |
|               | 27.46,52      | 29 augustus 1975  | Londen       |
|               | 27.41,4       | 4 juli 1977       | Stockholm    |
| 10 Eng. mijl  | 45.57,6 (WR)  | 14 september 1975 | Papendal     |
| 20.000 m      | 57.48,4       | 14 september 1975 | Papendal     |
|               | 57.31,6 (WR)  | 28 september 1975 | Papendal     |
|               | 57.24,2       | 1 mei 1976        | Papendal     |
| 1 uur         | 20.739 m      | 14 september 1975 | Papendal     |
|               | 20.907 m (WR) | 28 september 1975 | Papendal     |
|               | 20.944 m (WR) | 1 mei 1976        | Papendal     |

* Jos Hermens liep op 8 aug. 1973 op Papendal een 3000 m in 7.49,2, op 2 aug. 1972 in Stockholm een 3 Eng. mijl in 13.15,6 en op 12 augustus 1971 tijdens de EK in Helsinki een 5000 m in 13.47,2, maar voor deze prestaties zijn nooit recordaanvragen ingediend.

## Palmares
Internationale hoogtepunten uit de actieve sportloopbaan van Jos Hermens:
- 1968 - Vierde bij de EK voor junioren in Leipzig op de 3000 m
- 1974 - Vierde bij de EK in Rome op de 5000 m
- 1975 - Werelduurrecord op de baan van Papendal (20.907 m)
- 1975 - Zege in de veldloopwedstrijd van Crystal Palace, destijds het mekka van de atletiek
- 1976 - Werelduurrecord op de baan van Papendal (20.944 m)
- 1976 - Tiende op de Olympische Zomerspelen 1976 in Montreal op de 10.000 m

## Onderscheidingen
- KNAU-jeugdatleet van het jaar (Albert Spree-Beker) - 1968
- KNAU-atleet van het jaar - 1972, 1974, 1975
- Sportman van het jaar - 1975